# Parassuicídio
Parassuicídio refere-se a atitudes suicidas, comportamentos onde há risco de morte ou tentativas mal-sucedidas de suicídio.
Exemplos de atitudes parassuicidas incluem um corte que não é profundo o suficiente para causar uma perda significativa de sangue, ou a tomada de uma overdose não-letal de um medicamento. Difere da auto-mutilação uma vez que, na auto-mutilação, a intenção primária é causar dano a si próprio. Tais atitudes são tipicamente tomadas para alertar outros da seriedade da depressão do suicida e de sua intenção, uma vez que elas são geralmente tratadas como uma tentativa de suicídio propriamente dita, incluindo internação hospitalar. Apesar do parassuicida não ter a intenção de se matar, algumas vezes as atitudes resultam num suicídio.
Comportamentos de risco como altas velocidades ou desrespeito às leis de trânsito ou abuso de drogas são tidos como atitudes parassuicidas quando o indivíduo mostra total descomprometimento com o fato de suas ações poderem resultar em sua morte.
Tentativas de suicídio mal-sucedidas resultam de erros de cálculo no plano suicida — como não tomar pílulas suficientes para alcançar uma dose letal —, intervenção de outros ou hospitalização, falta de oportunidade ou mudança de pensamento do suicida após este ter iniciado o processo que o levaria ao suicídio. Tais pessoas correm um grande risco de tentarem o suicídio novamente.

## Epidemiologia
Cerca de metade de todos os suicídios são precedidos por uma tentativa de suicídio que não resulta em morte. Aqueles com histórico de tais tentativas são significativamente mais propensos a tirar suas próprias vidas que os outros. 
Um ato suicida que não resulta em morte é comumente chamado "tentativa de suicídio" ou "atitude suicida", com a distinção sendo que o objetivo da tentativa de suicídio é a morte do indivíduo. Aqueles que tentam provocar dano a si próprios são, como um grupo, bastante diferentes daqueles que realmente querem cometer suicídio; mulheres tentam cometer suicídio mais freqüentemente que homens, mas homens são quatro vezes mais eficazes em suas tentativas, pois enquanto as mulheres buscam geralmente remédios, os homens já buscam meios como a forca ou armas de fogo. Assim, mulheres cometem mais parassuicídios, ao menos no que se refere a atitudes suicidas. Independentemente da intenção do parassuicida, este precisa ser tratado seriamente, dado o risco de futuras tentativas de suicídio.[carece de fontes?]